# Лютичина
Лютичина (інші назви — Лютичана, Лютичинка) — річка в Україні, у межах Дрогобицького району Львівської області. 
Права притока Тисмениці (басейн Дністра).

## Опис
Довжина річки 23 км, площа басейну 56 км². Річище помірно звивисте (у середній течії більш звивисте), в нижній течії випрямлене та обваловане. У верхній та середній течії протікає через лісові масиви.

## Розташування
Витоки розташовані на північ від села Уличного. Річка тече переважно на північ. Впадає до Тисмениці на схід від села Городківки. 
Притоки: невеликі потічки та меліоративні канали.